# جيمس ألان (لاعب اتحاد الرغبي)
جيمس ألان (بالإنجليزية: James Allan)‏ هو لاعب اتحاد الرغبي نيوزيلندي، ولد في 11 سبتمبر 1860 في Strath Taieri ‏ في نيوزيلندا، وتوفي في 2 سبتمبر 1934 في Hāwera ‏ في نيوزيلندا.